# Amt Wehrheim

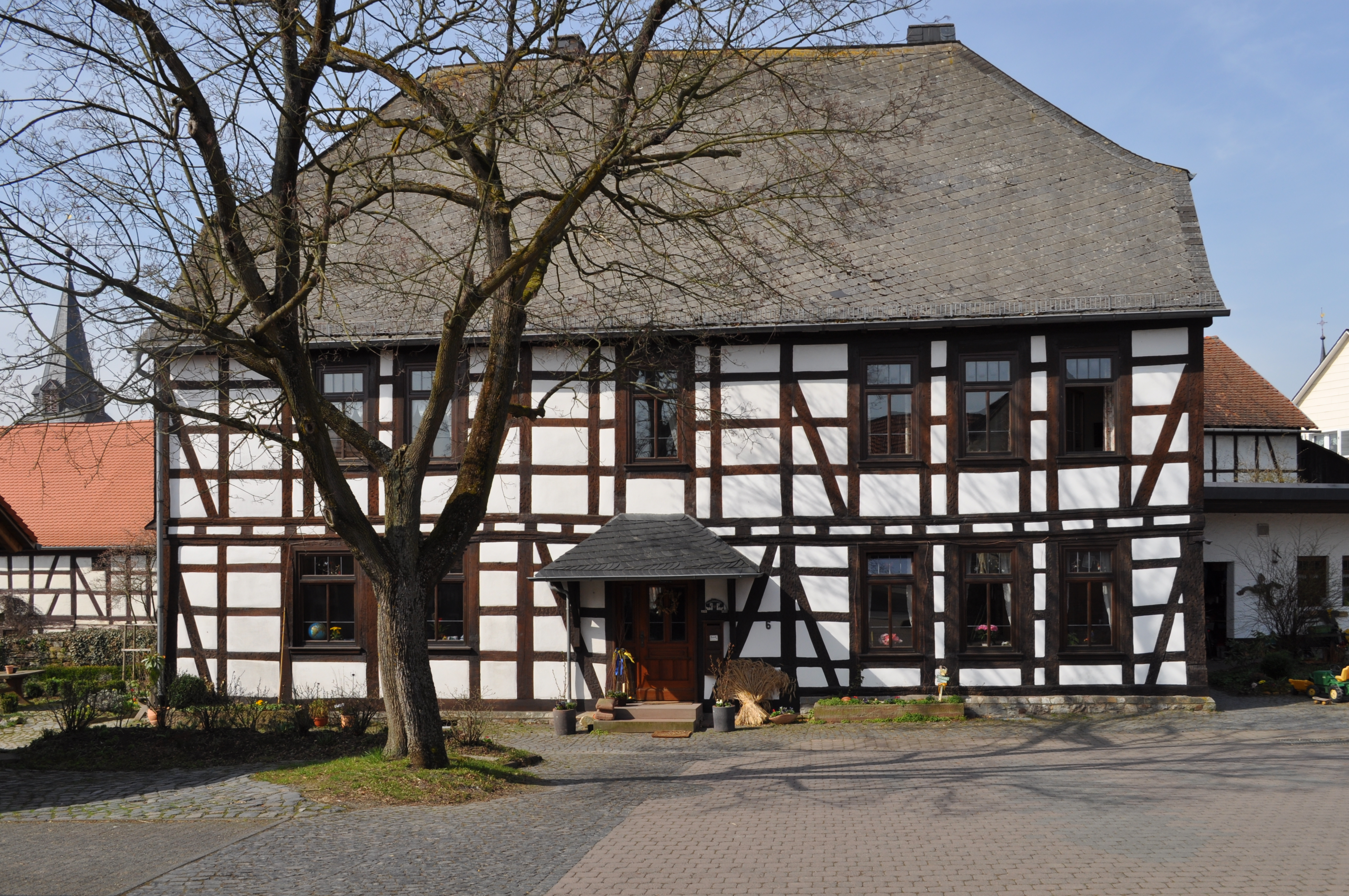
Hof von Bauer Etzel, früher kurtrierischer Amtshof

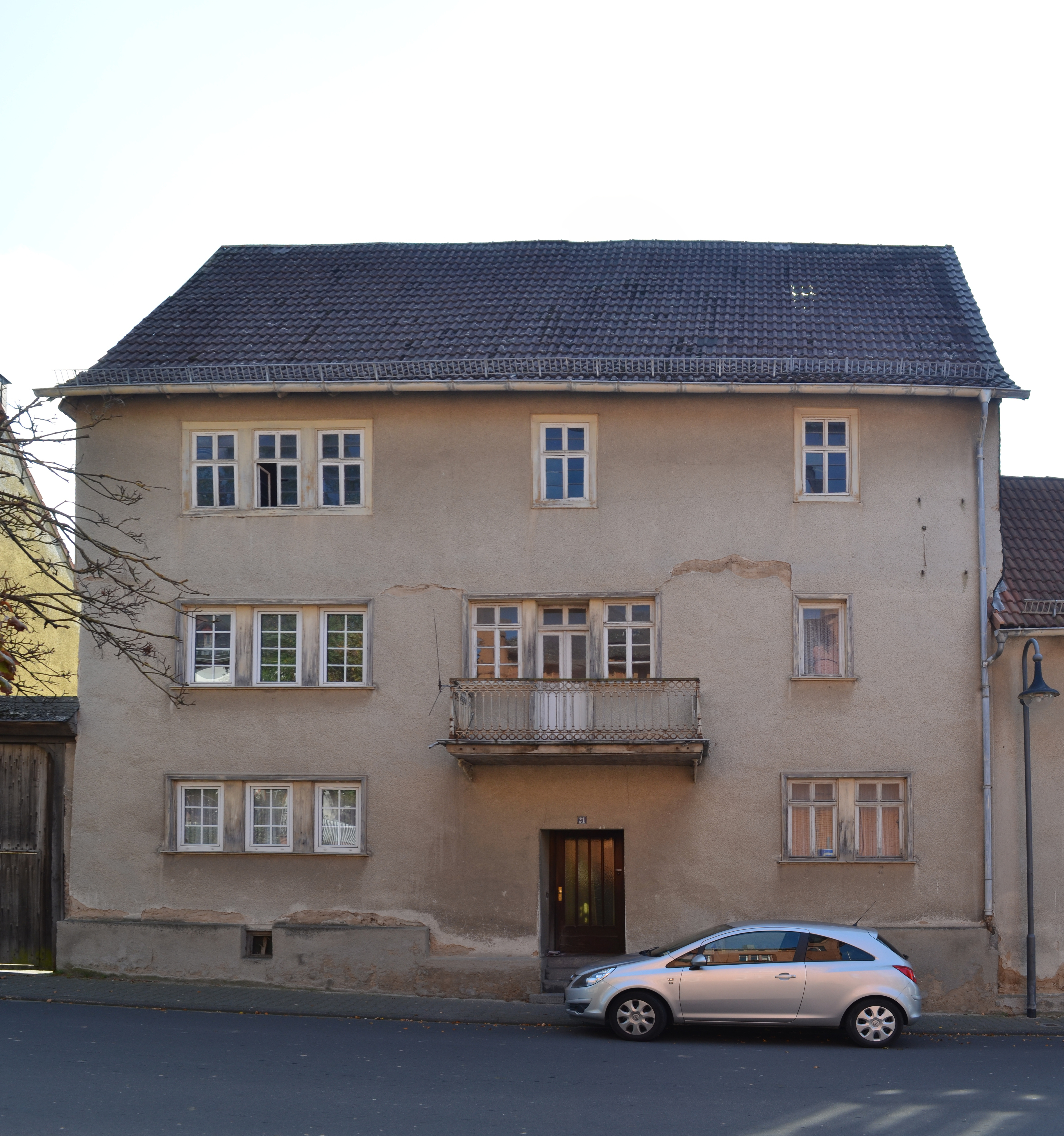
Nassau-Oranischer Amtshof

Das Amt Wehrheim war ein Verwaltungs- und Gerichtsbezirk im heutigen Hochtaunuskreis. Hauptort war Wehrheim.

## Beschreibung
Das zweiherrige Amt Wehrheim war ein sensibles Gebilde. Hauptgrund war, dass die Landeshoheit über Jahrhunderte gemeinsam durch das katholische Kurtrier und das evangelische Nassau-Usingen wahrgenommen wurde. Um die dadurch entstehenden Konflikte zu begrenzen, wurden die jeweiligen Kompetenzen bis auf das kleinste festgelegt. Auch bestand jeweils ein kurtrierscher und ein nassauischer Amtmann.
Erstmals wird im Jahr 1386 ein Amtmann in Wehrheim genannt. Jedoch erfolgten bis in die 1520er Jahre noch Frondienste aus Wehrheim und (Langen)Anspach nach Altweilnau, so dass von einem Amt Wehrheim eigentlich noch nicht gesprochen werden kann.
Ab 1543 war Wehrheim Sitz eines kurtrierischen Amtmanns. 1564 kam nach der Einigung zwischen Trier und Usingen (dem Diezer Vertrag) noch ein nassauischer Amtmann hinzu. Das Amt Wehrheim bestand gemäß dem Wehrheimer Amtsweistum von 1579 aus den Orten Wehrheim, Anspach, Obernhain und dem Kloster Thron. Auch das nassauische Amtsweistum von 1589 sowie die kurtrierische  Amtsbeschreibung von 1659 nennen das gleiche Gebiet. Damit stellt das Amt Wehrheim räumlich eine Abspaltung des Amtes Altweilnau dar.
Mit der Auflösung Kurtriers 1803 ging dessen Hälfte auf Nassau-Weilburg über. Mit der Verschmelzung der nassauischen Territorien zum Herzogtum Nassau 1806 entfiel die jahrhundertelange Zweiteilung, und das Amt Wehrheim wurde eines der Ämter des Herzogtums.
Mit der Ämterreform in Nassau am 16. Juli 1810 wurde das Amt Wehrheim mit dem Amt Kransberg in ein neues Amt Cleeberg zusammengefasst. 1814 ging dieses Amt dann im Amt Usingen auf.

## Amtmänner bzw. Amtsverwalter

### Kurtriersche Amtsmänner
- 1543 Dietrich der Jüngere von Dietz
- 1583 Von der Fels zu Limburg
- 1610–1628 Johann Andreas Vest
- 1628–1643 Johann Ludwig Vest
- um 1651 Johann Heinrich Vest
- 1659–1695 Johann Georg Vest
- 1695–1727 Johann Andreas Vest
- 1728–1735 Johann Balthasar Vest
- 1692–1710 N. Freiherr von Hohenfeld (Oberamtmann)
- 1740 Knodt
- 1754 von Hohenfeld
- 1761 Franz Albert Hansen
- 1762–1802 Johannes Jacobus Finger
- 1802–1811 Hofrat Ludwig Westermann[1]

### Nassauische Amtsmänner

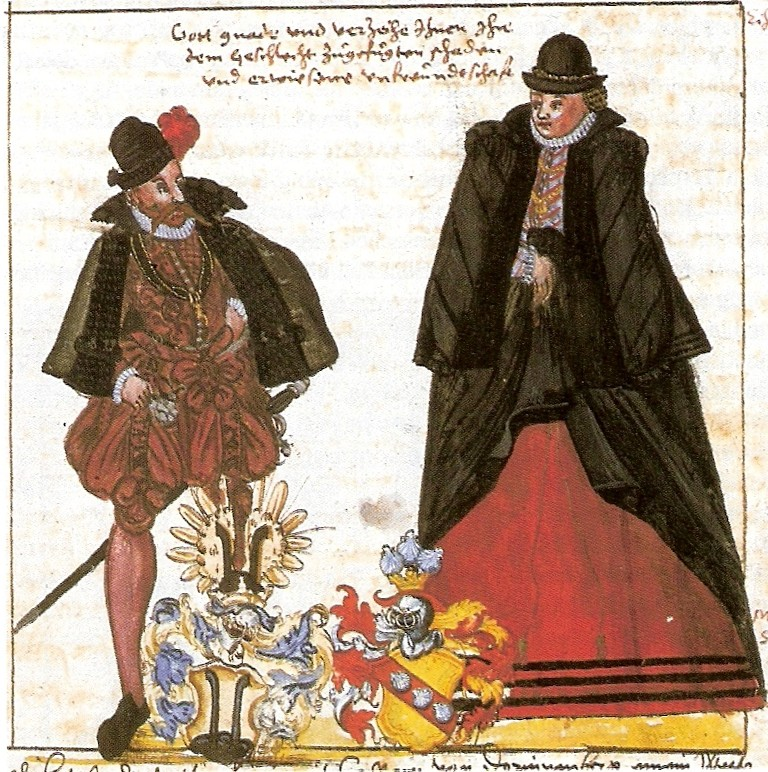
Amtmann Ludwig Eisenberger mit seiner Frau

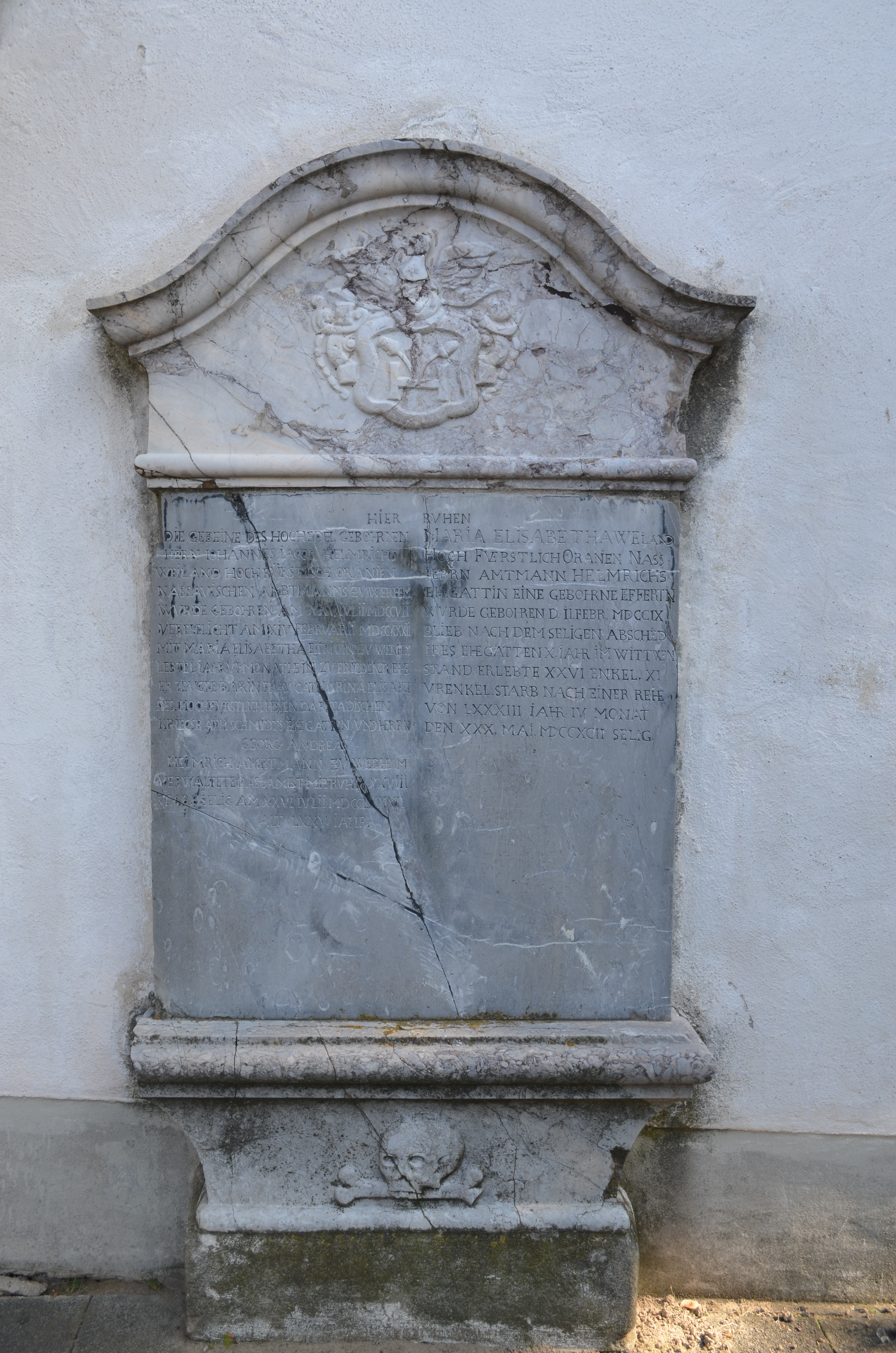
Grabstein des Amtmanns Johannes Jacob Helmrich an der evangelischen Kirche

- 1386 Peter von Rumpenheim, genannt von Duzinbach
- 1815 Altcontze von Wehrheim, Keller von Wehrheim und Altweilnau
- 1572–1588 Jacob Schwartz, nassauischer Rath und Wehrheimer Amtmann
- 1588–1589 Ludwig Eisenberger, dessen Schwiegersohn
- 1619–1622 Nikolas Heinrich Eulner
- 1622–1643 Johann Eulner, dessen Bruder
- 1622 (ernannt) Johann Ludwig Eulner, Sohn von Nikolas Heinrich
- 1643–1648 Johann Balthasar Dauber
- 1651–1679 Johann Michael Eulner
- 1679–? Johann Michael Eulner, dessen Sohn
- 1688–1708 Johann Ludwig Euler
- 1708–1710 Wilhelm Hartmann von Greifencron (Oberamtmann)
- 1709–1733 Johann Thomas Thomae
- 1733 Carl Christoph Hegemann
- 1741–1754 Philipp Johann Carl Gebhard (Amtsverwalter)
- 1758–? Johann Jacob Helmrich
- 1770–1795 Johann Georg Andreas Helmerich
- 1795–1809 Hermann Jacob Pagenstecher[2]